# Contes et légendes à Efteling
Le parc à thèmes néerlandais Efteling a fondé sa réputation sur les contes et légendes depuis 1952.
Voici une liste alphabétique des contes et légendes évoqués à Efteling.

## Aquanura
Ce grand spectacle aquatique et pyrotechnique de 2012 se base sur le conte Le Roi Grenouille ou Henri de Fer des frères Grimm.

## Bois des contes

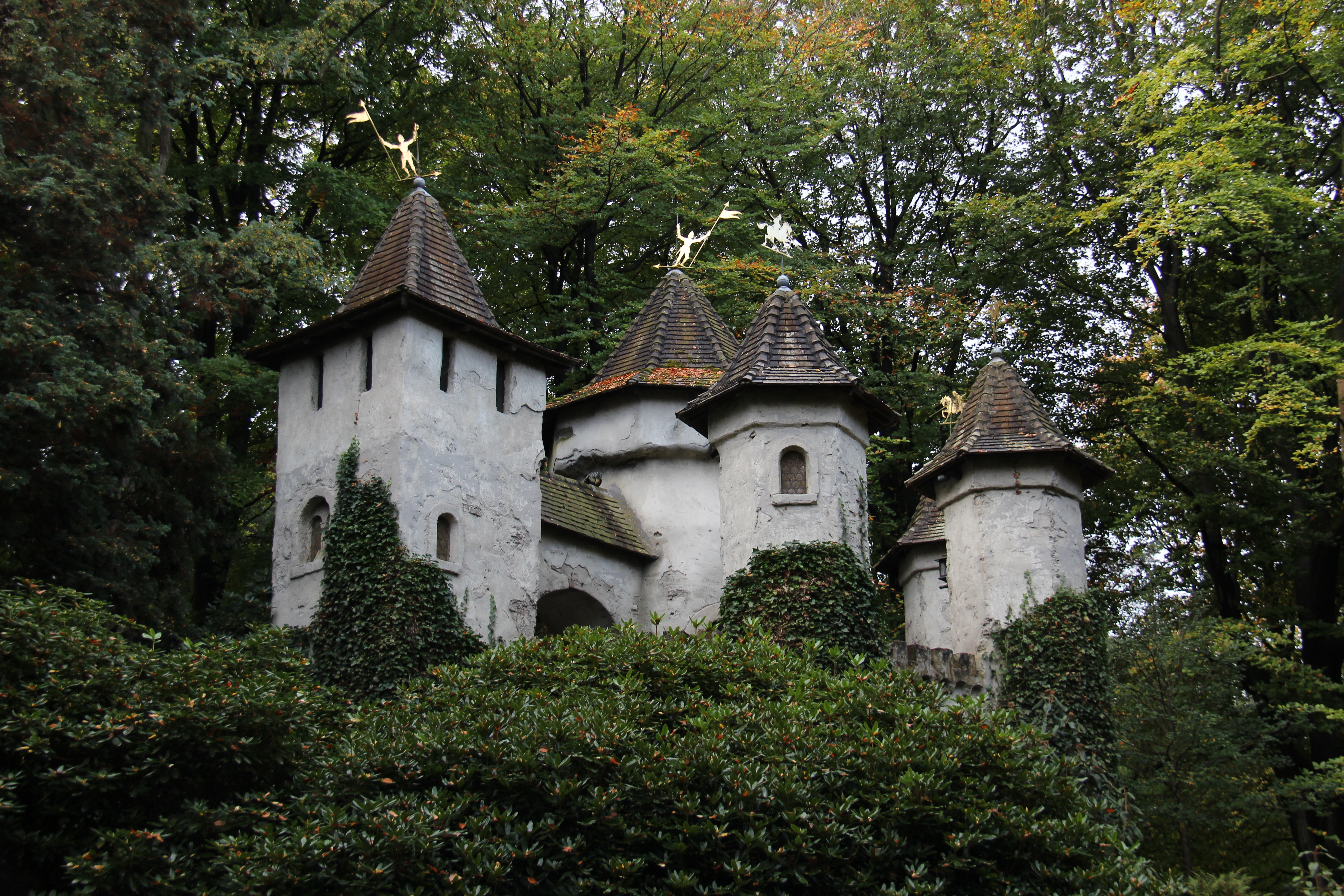
Le château de la Belle au bois dormant.

Basé sur les œuvres des auteurs Andersen, Grimm et Perrault entre autres, le Bois des contes (Sprookjesbos en néerlandais) est l'attraction historique du parc.

## Le Chat botté
Écrit par Charles Perrault, Le Chat botté en personne est lui présent depuis 1998 dans la gare des contes.

## Château hanté

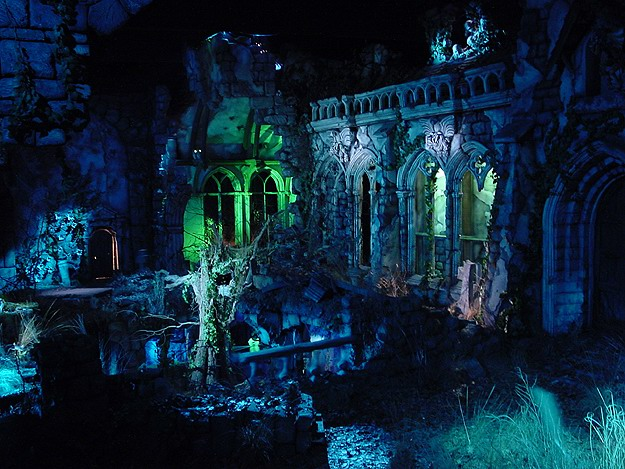
Décor du spectacle principal.

L'histoire du Château hanté (Spookslot) raconte que les sorcières Visculamia se déguisèrent en jeunes pucelles pour venir voler les contes et légendes du monde entier ainsi que les formules magiques de leur voisin, le Vicomte Van Capelle van Kaatsheuvel, propriétaire du château.
Elles furent condamnées par trois juges du duché à travailler dans la caserne du château. En rage, elles jetèrent un sort.

## Fata Morgana

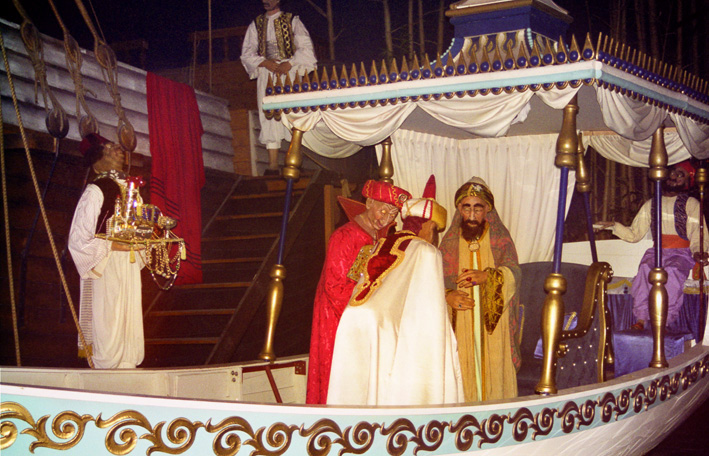
Intérieur de l'attraction.

Les contes des Mille et Une Nuits servent de décor à ce parcours scénique. Fata Morgana ne raconte pas un conte particulier mais le cheminement jusqu'à la cité interdite. Les passagers y croiseront Shéhérazade, un djinn géant, le Pacha, des danseuses du ventre, tapis volants, etc.

## Georges et le Dragon

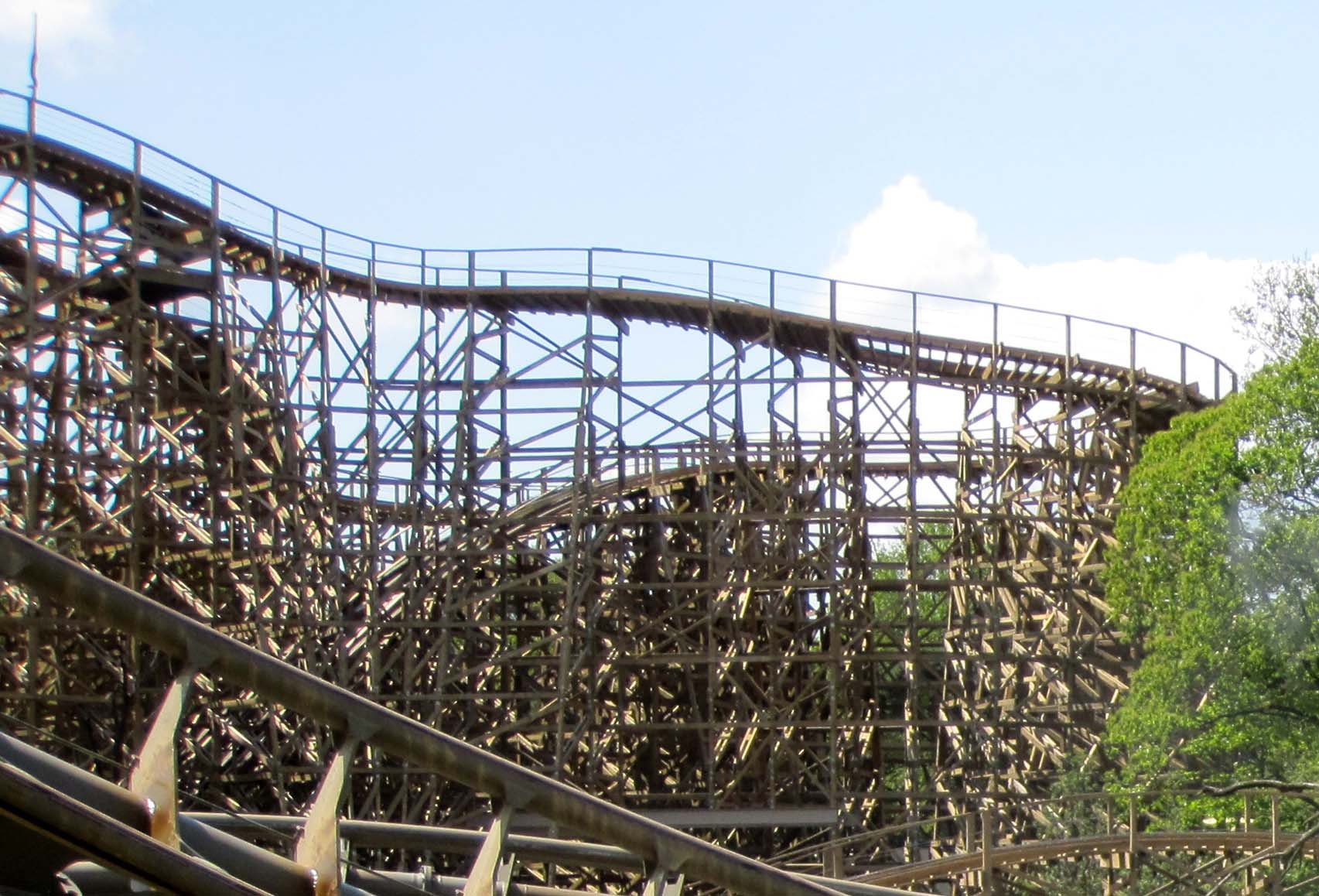
Partie de la structure en bois.

Cette attraction est un parcours de montagnes russes en bois à double voie basé sur la légende de saint Georges.

## Gobeurs de papier
|              |  |             |
| Matroos Gijs |  | Wagen Gijs. |

Au même titre que Pardoes, Petite commission ou le Long-cou, les Gijs sont un des symboles d'Efteling. Le premier d'entre eux est apparu en 1958. Le parc est entretenu en partie grâce à cet ingénieux système de poubelles parlantes dessinées par Anton Pieck et Ton van de Ven. Les gobeurs interpellent les passants en leur demandant de les nourrir de déchets, les personnes voient alors leurs papiers et autres détritus aspirés par le personnage. Le plus célèbre d'entre eux, Holle Bolle Gijs, avale en émettant un son et remercie ensuite les passants. Ce personnage a droit lui aussi à son propre conte.
- Holle Bolle Gijs (1958) Situé sur la Anton Pieckplein.
- Wagen Gijs (1967) Chariot Gijs situé à côté du le Long-cou.
- Geeuwende Gijs (1969) Gijs Bâillant situé face au Palais du carrousel.
- Baby Gijsje (1969) Bébé Gijs situé dans la plaine de jeux à côté de la Villa Volta.
- Opa Gijs (1970) Papa Gijs situé sur La place des Hérauts.
- Moeder Gijs (1971) Mère Gijs située sur la Anton Pieckplein.
- Boekanier Gijs (1973) Flibustier Gijs situé à côté du Vliegende Hollander (situé à côté du petit chaperon rouge entre 1973 et 2015).
- Matroos Gijs (1980) Matelot Gijs situé derrière le Château hanté.
- Inca Gijs (1983) Situé devant Piraña.
- Tiroler Gijs  (1988) Tyrolien Gijs situé à côté de la sortie de Bobbaan.
- Station Gijs (1999) Gijs de la gare situé dans la gare des contes.
- Nijltje in ’t Teiltje (2002) Hippo dans la Bassine Gijs situé dans Kleuterhof.

## Le Hollandais volant

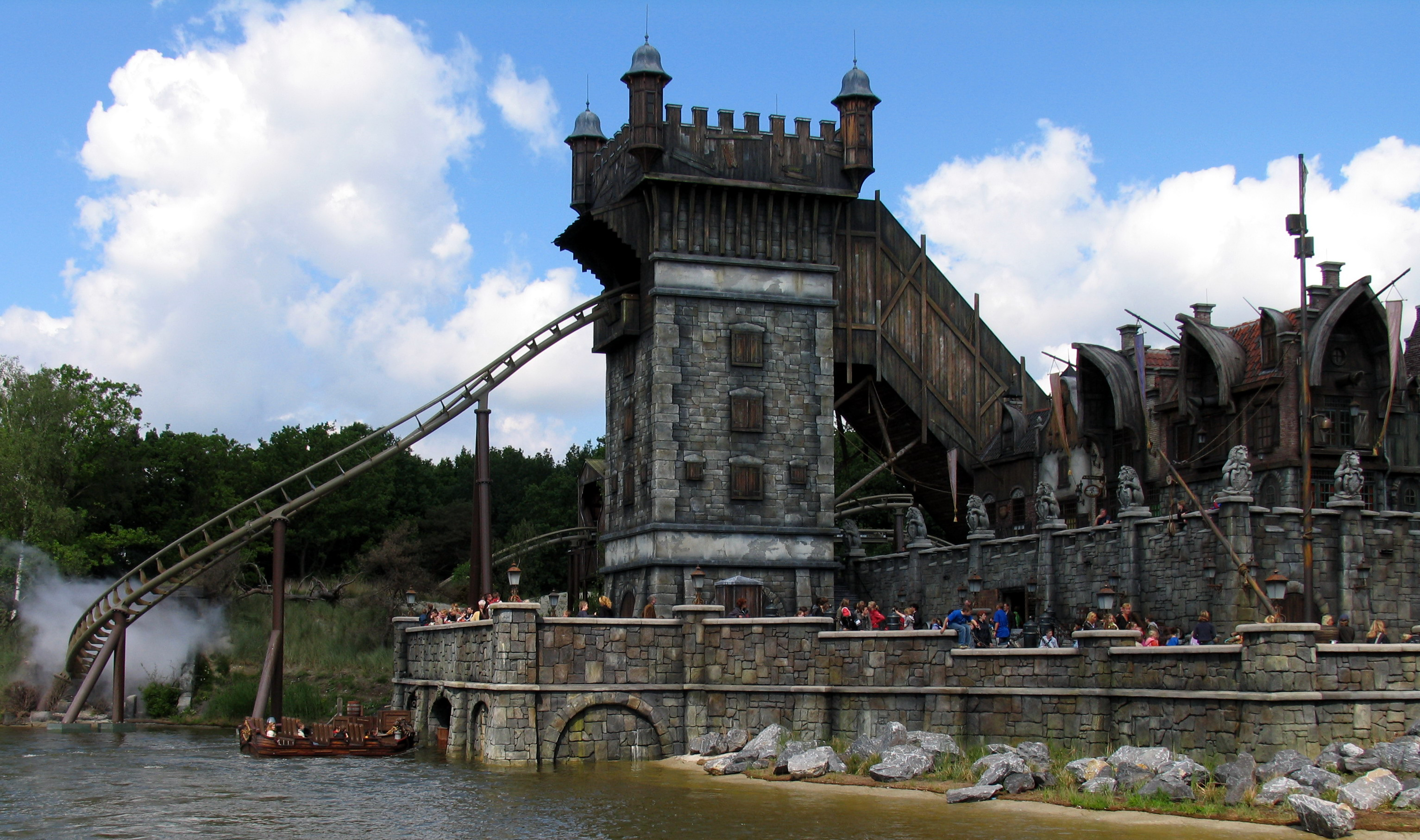
Vue sur l'attraction.

L'origine de l'histoire de ce parcours de montagnes russes aquatiques est la légende du bateau fantôme homonyme, le Hollandais volant.

## Musée Efteling
Chaque année, ce musée accueille une exposition temporaire. On y trouve aussi un « grenier » où des objets du passé du parc resurgissent. Et enfin, les contes sont situés dans des vitrines.
Celles-ci étaient dans le Sprookjesmuseum (musée des contes) du bois des contes depuis 1962. Il est devenu depuis la chaumière de Dame Holle. En 2000, lors de la fermeture du musée des contes, elles furent exposées dans la boutique Marskramer. Depuis le 1er avril 2004, le Musée Efteling les accueille.
Certains contes sont présents dans le bois et dans le musée. Ils sont les suivants :
Dame Holle, Le Fakir volant, Cendrillon et Blanche Neige et les sept nains. Voici ceux uniquement présents dans le musée Efteling:

### La Princesse au petit pois
La Princesse au petit pois d'Hans Christian Andersen est présent à Efteling depuis 1963 grâce à la présence du petit pois.

### La Montagne Bibelebont
Cette comptine néerlandaise existe depuis 1963 dans le parc.

### Les Habits Neufs de l'Empereur
Inspiré par Andersen, le cintre qui représente le conte Les Habits neufs de l'empereur s'installa à Efteling en 1963.

## L'Oiseau Roc

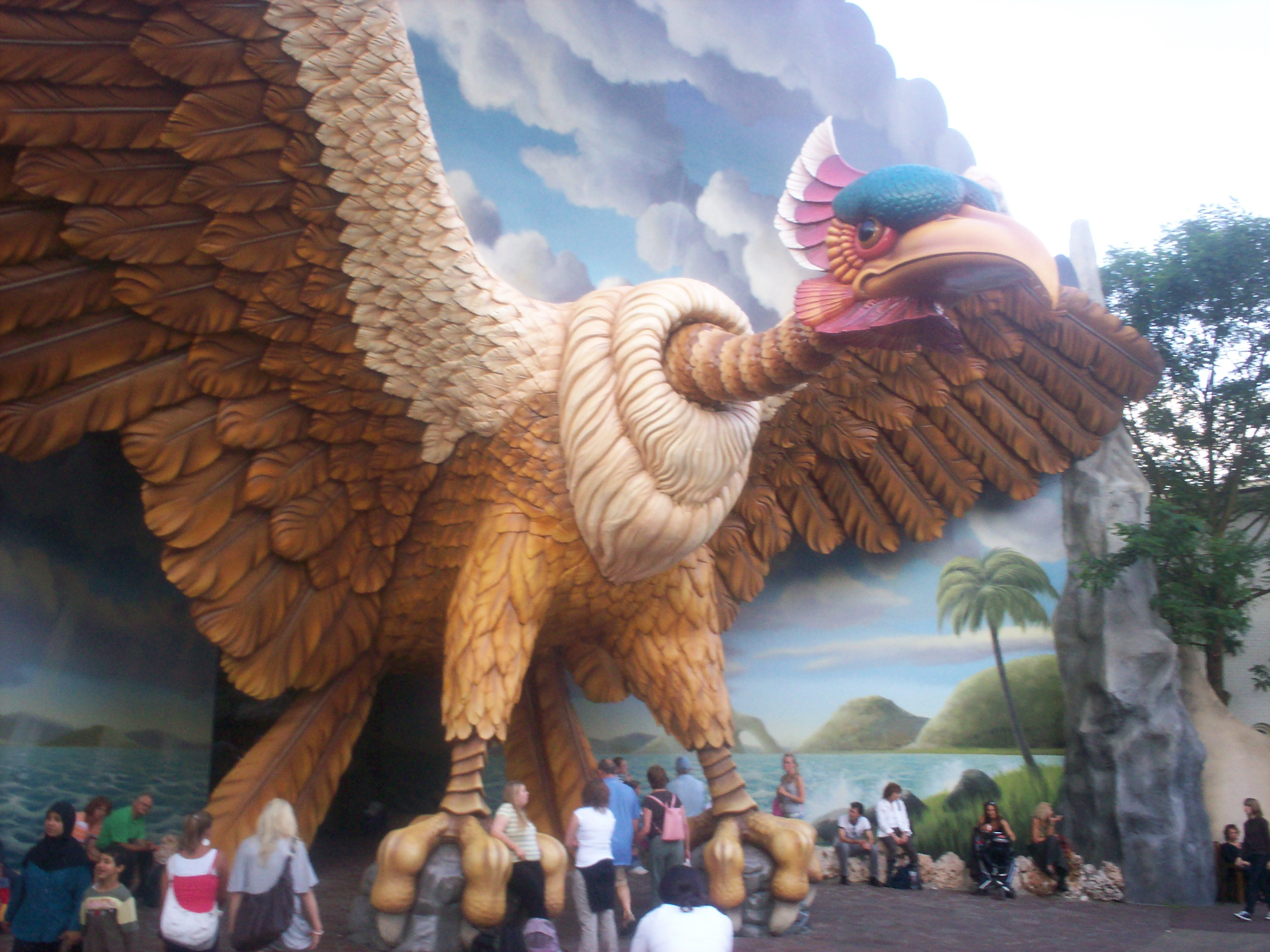
Vogel Rok.

Le nom des montagnes russes enfermées Oiseau Roc (Vogel Rok en néerlandais) provient des contes des Mille et Une Nuits. L'oiseau Roc est un des personnages mythologiques des voyages de Sinbad le Marin.

## Pardoes
Pardoes, la mascotte est née sous la plume du créatif du parc Henny Knoet. Celui-ci a non seulement écrit le conte mais aussi réalisé l'aspect du personnage.

## Pegasus

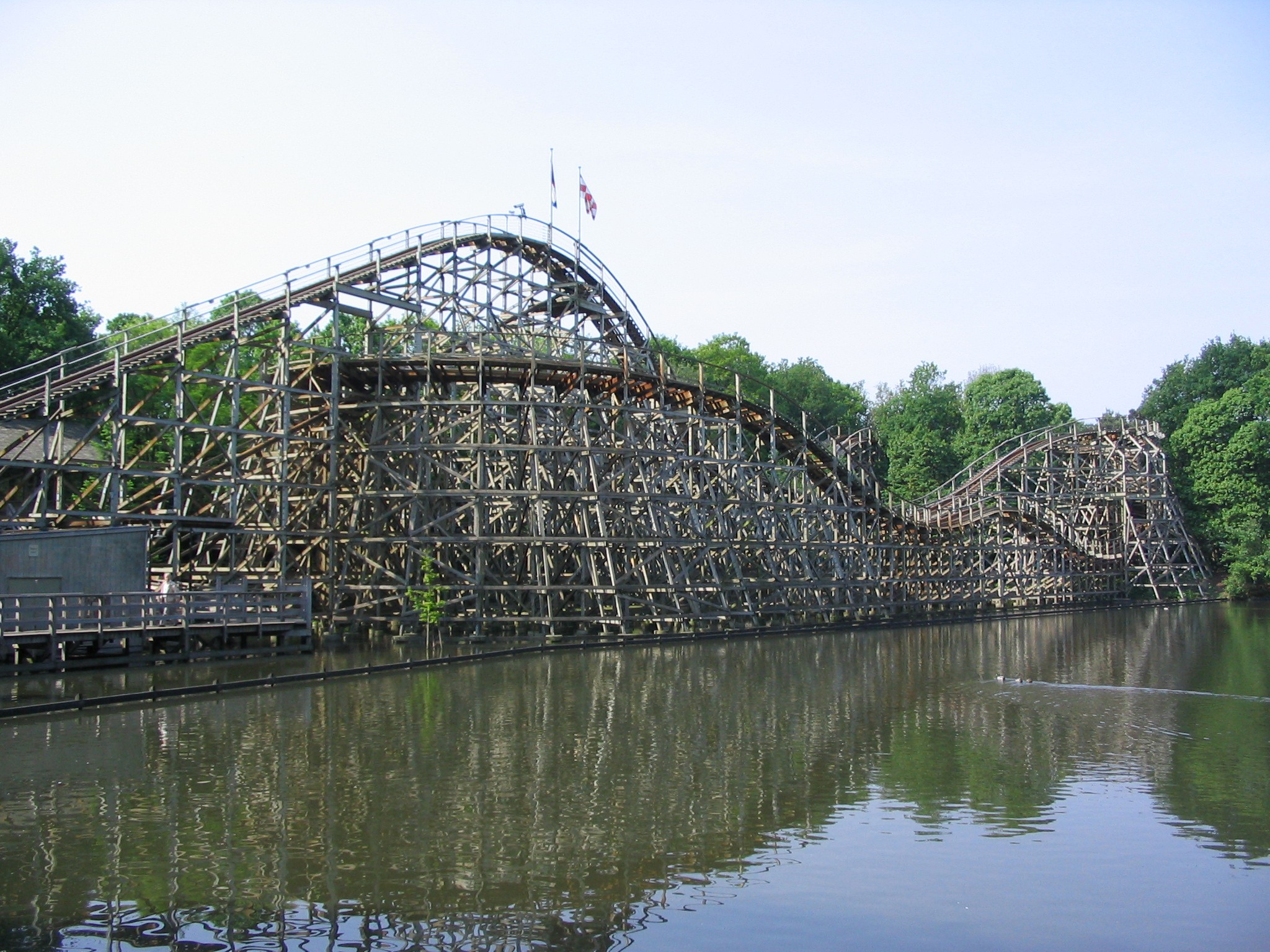
Les montagnes russes du Pegasus.

Ces anciennes montagnes russes en bois font référence à Pégase, le cheval ailé de la mythologie. Cette attraction a ouvert en 1991 et a fermé en 2009.

## Le Peuple des Lavanors

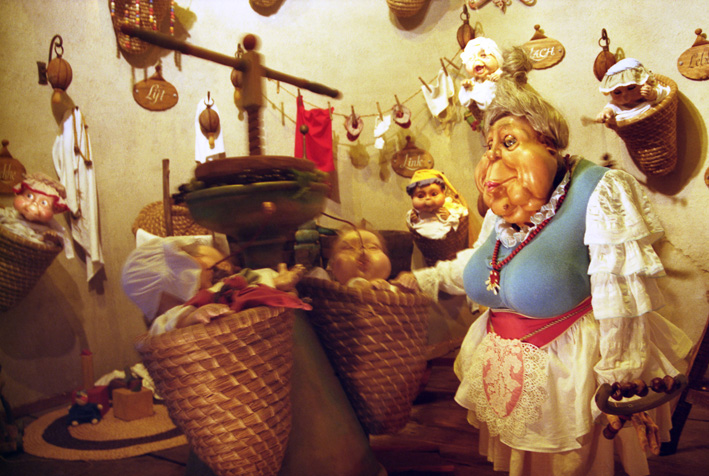
La crèche des Lavanors.

Le Peuple des Lavanors (Volk van Laaf en néerlandais) est un village habité par des lutins. Ton van de Ven, un des designers du parc, a écrit le conte à l'origine de l'attraction.

## PlaceAnton Pieck

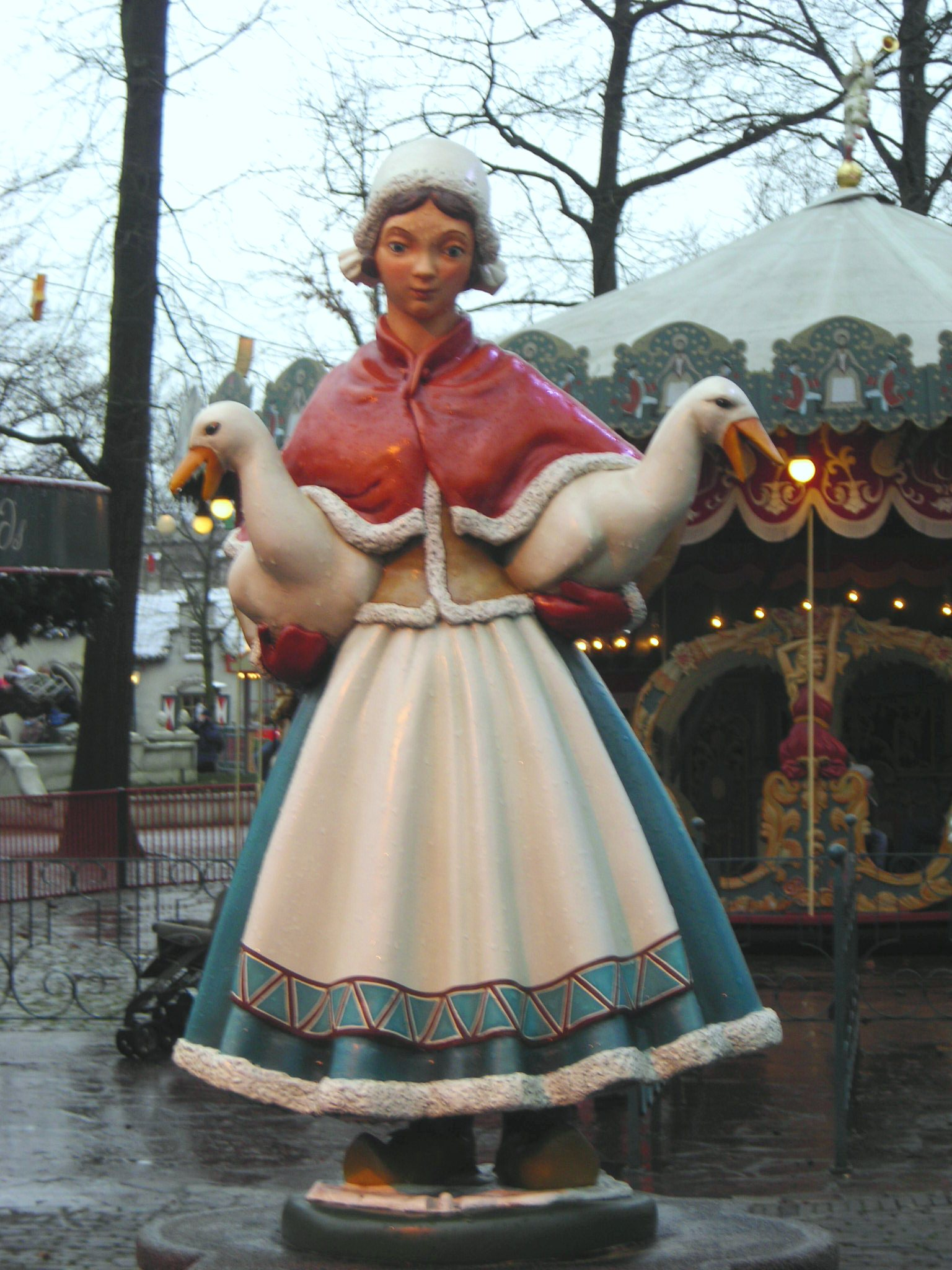
La Gardeuse d'oies.

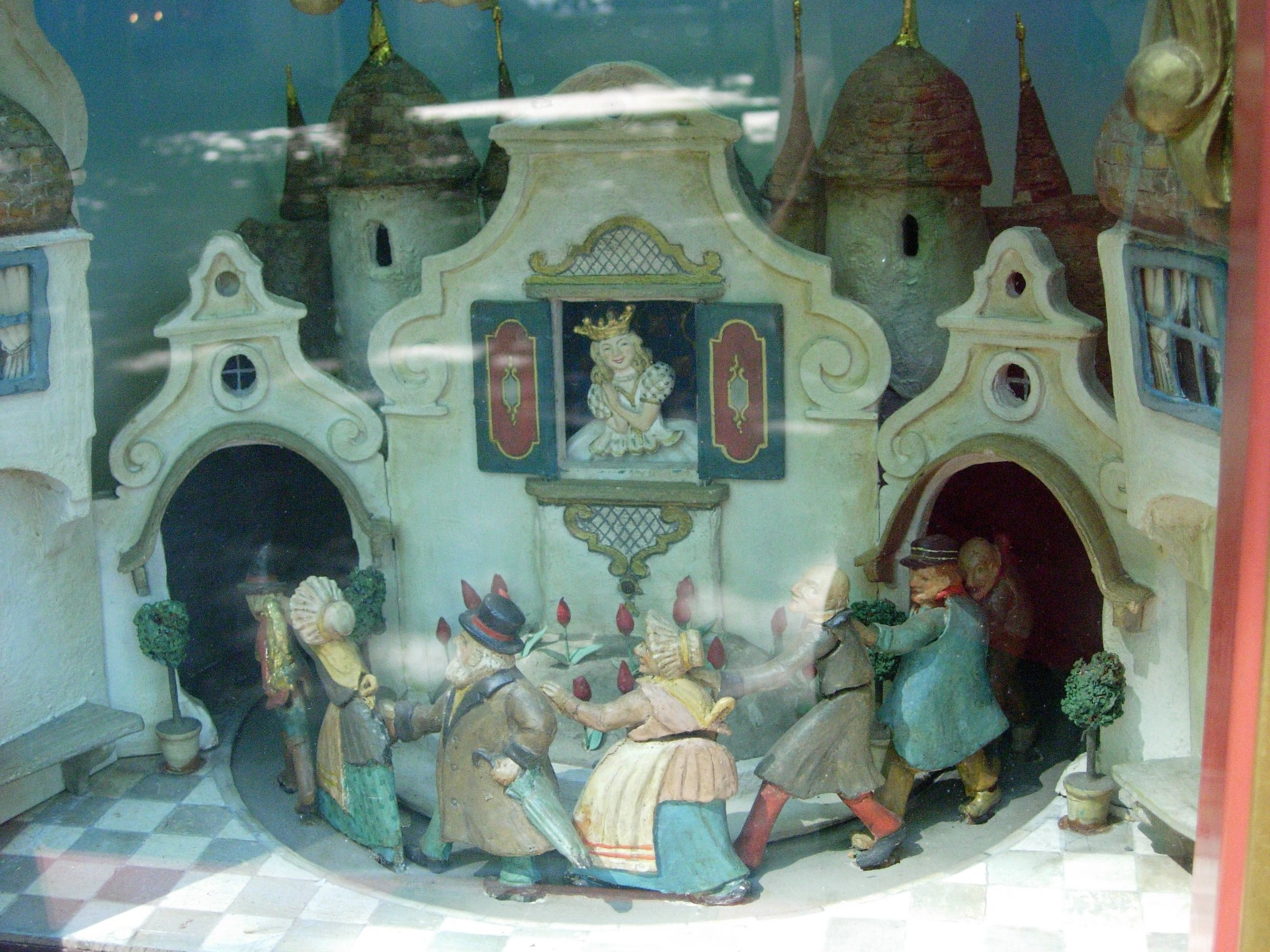
L'Oie d'or.

La place (AntonPieckplein en néerlandais) doit son nom au père fondateur du parc. Elle est également appelée Speeltuin. L'intérêt principal sur cette place d'antan est ses cinq manèges au charme désuet : deux manèges à chaises volantes, deux carrousels et un music express.
Des points de restauration y accueillent également les visiteurs et, bien sûr, des contes sont représentés sous forme de stèles ou de fontaines :

### La Gardeuse d'oies
Le conte La Petite Gardeuse d'oies des frères Grimm est présent à Efteling depuis 1955 sous la forme d'une fontaine.

### L'Oie d'or
Inspirée par les frères Grimm, elle s'installa sur la Anton Pieckplein en 1958.

### La Poule aux œufs d'or
La célèbre fable de Jean de La Fontaine distribue ses œufs aux visiteurs. La Poule aux œufs d'or est présente depuis 1955.

### Les Musiciens de Brême
Lors de la réouverture de la Anton Pieckplein en 2003, Les Musiciens de Brême, inspiré du conte de Jacob et Wilhelm Grimm, firent leur apparition sous forme de fontaine.

### Le Canard couronné
Celui-ci pond des œufs pour les visiteurs depuis 1960.

## Ravelin

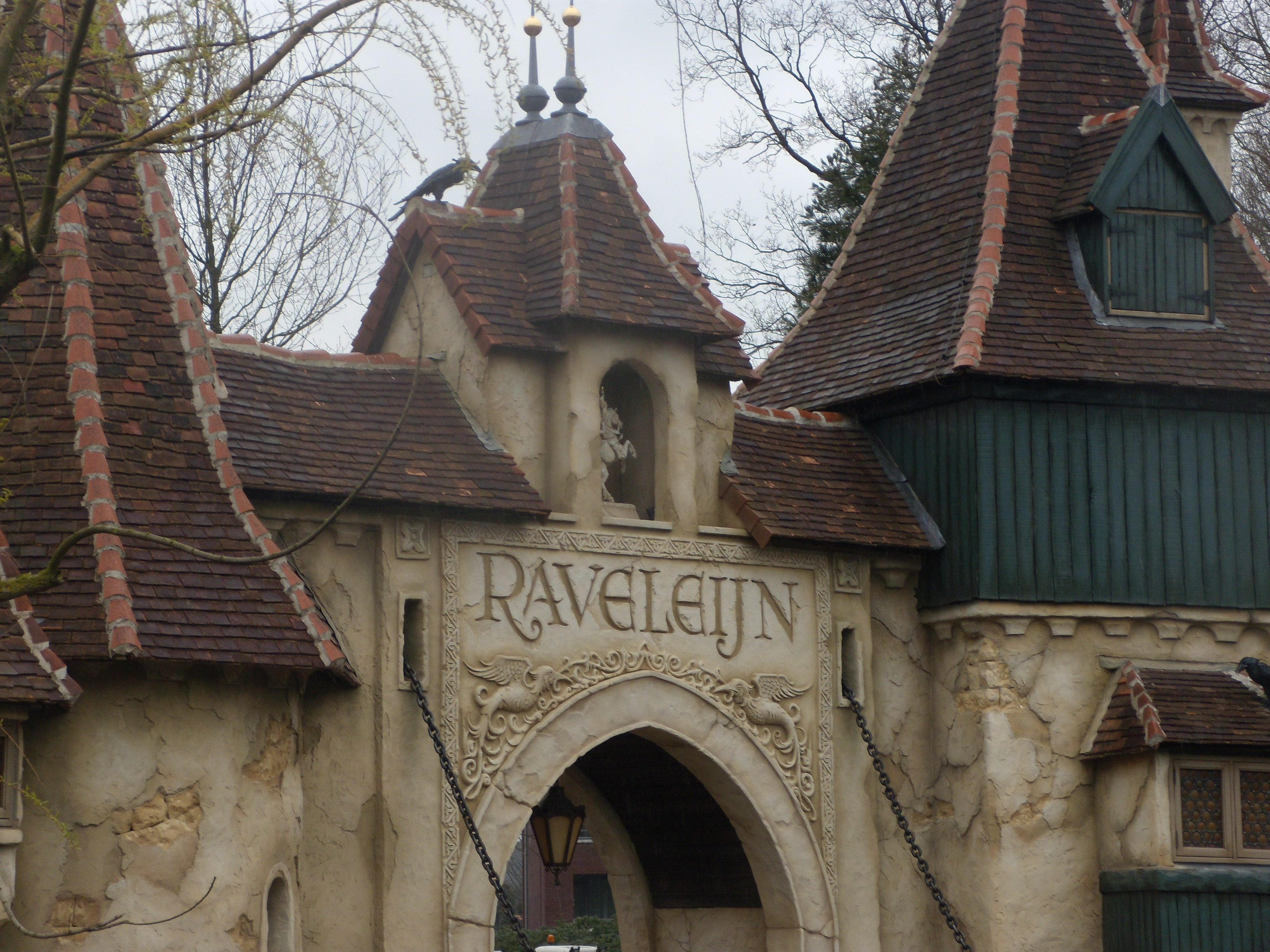
Portail d'entrée de Raveleijn.

L'auteur néerlandais Paul van Loon a collaboré avec le parc dans le but de créer Raveleijn. Un livre et une série télévisée ont également pour sujet principal le Ravelin. Selon une prophétie, cinq frères et sœurs doivent sauver un peuple aux mains d'un tyran dans une contrée habitée par des créatures monstrueuses.

## Le Royaume des bois

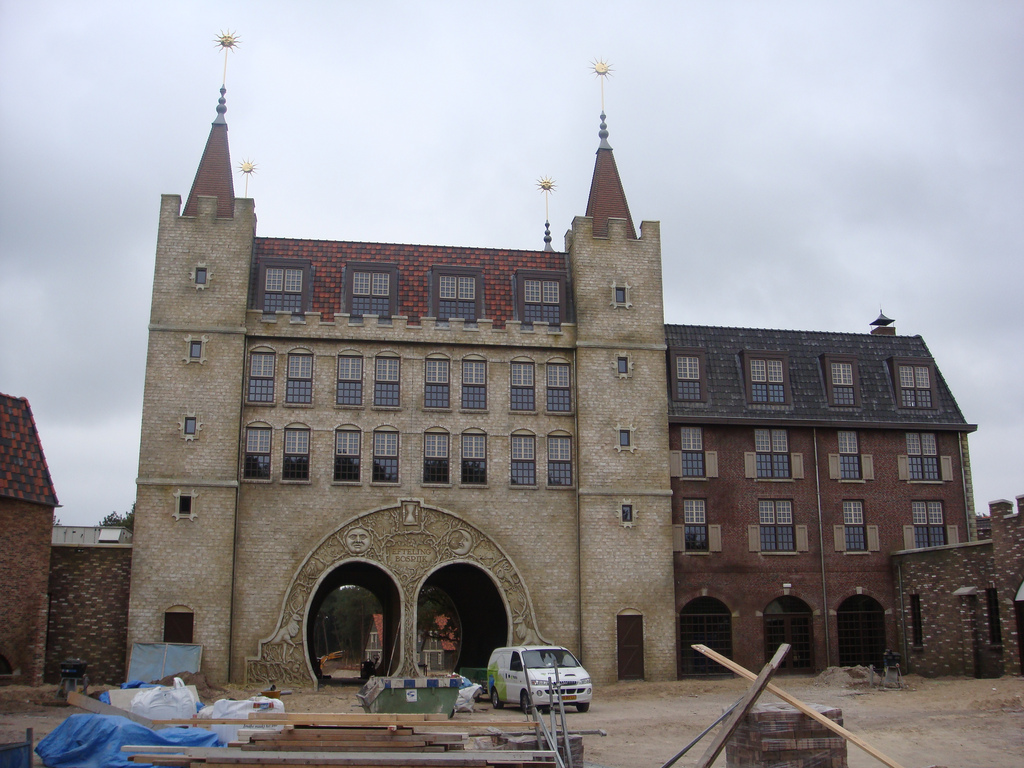
L'entrée du domaine en construction.

Le marchand de sable est présent dans ce centre de villégiature. Ce personnage est inspiré par le conte Une semaine du petit elfe Ferme-l'œil d'Andersen. Les enfants séjournant au Royaume des bois (Bosrijk) peuvent écouter les contes de fées racontés par un acteur jouant le Marchand de sable. Le château (de sable) du marchand se trouve sur une petite île sur le lac du domaine.

## Théâtre Efteling

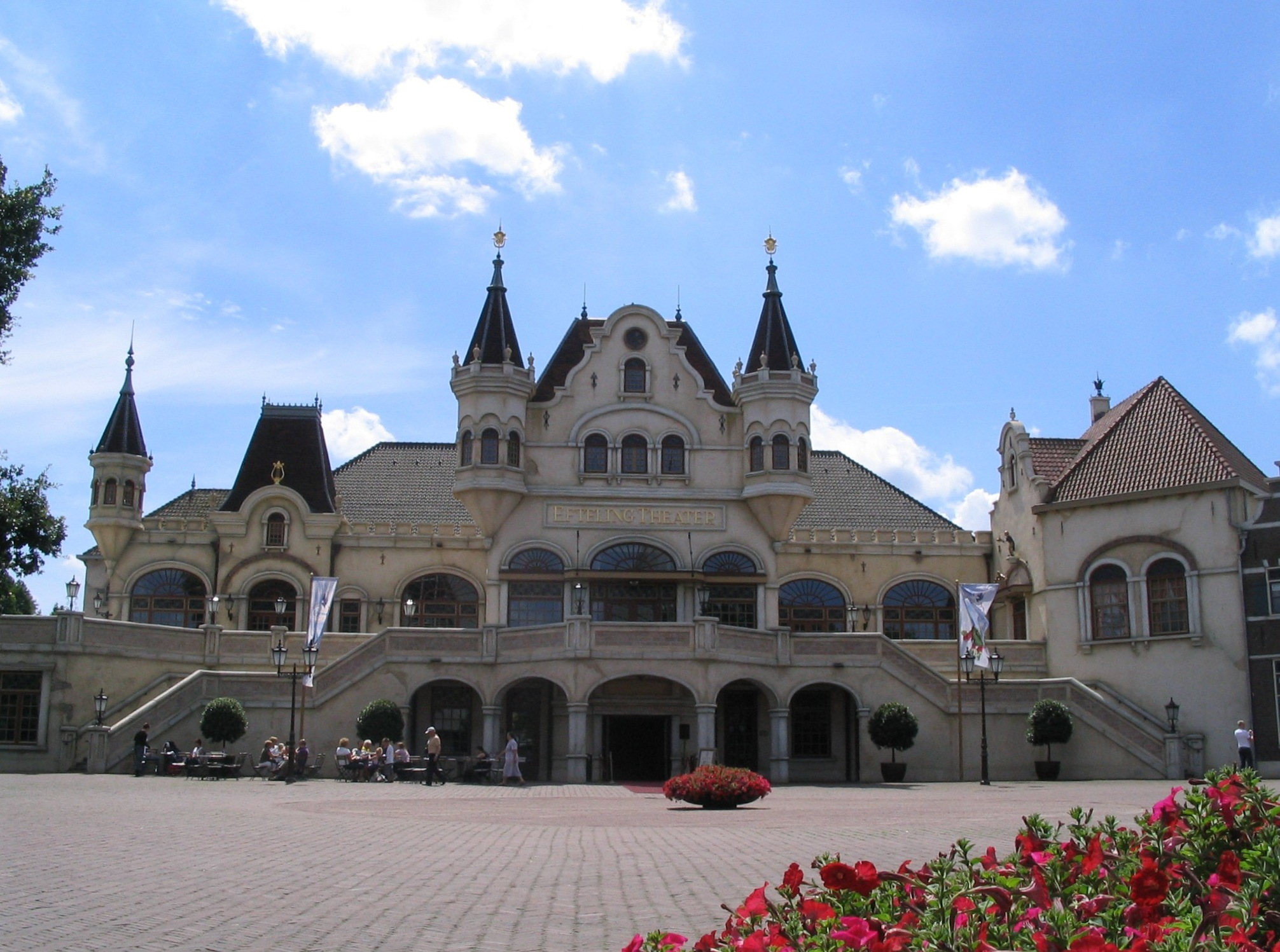
Le théâtre Efteling.

Le théâtre Efteling (Efteling Theater – 2003) : indépendant du parc d’attractions, il dispose d’une salle de théâtre de 1 200 places assises, d’un foyer et d’un restaurant-théâtre. Le théâtre Efteling est devenu le cinquième plus grand théâtre des Pays-Bas. Les visiteurs y admirent en néerlandais : tours de magie, comédies musicales, pièces inspirées des contes de fées, etc.

## Villa Volta

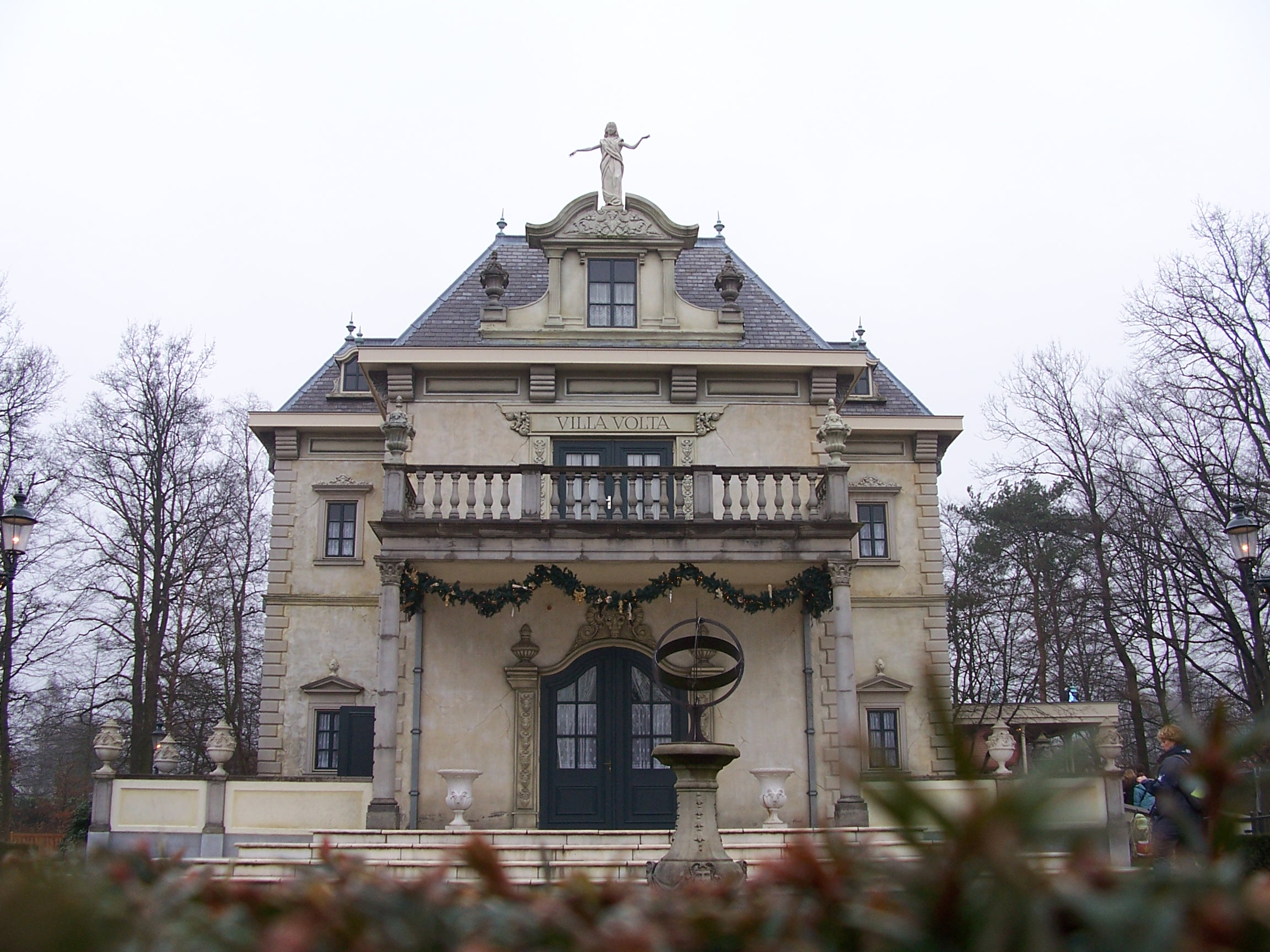
La façade de l'attraction.

Le récit de la Villa Volta a été basé sur la légende des Bokkenrijders (cavaliers des boucs).

## Vol de rêve

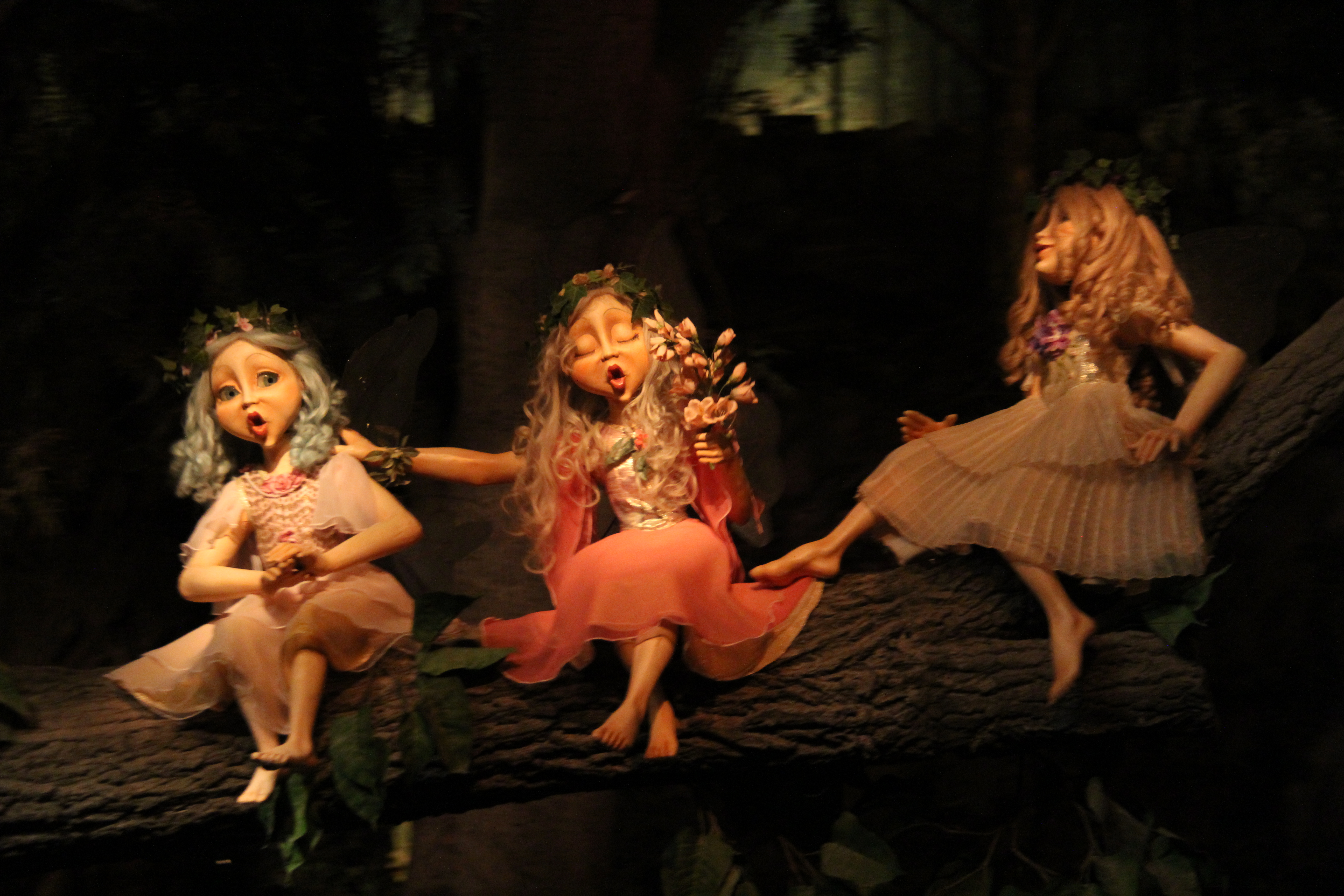
Chœur d'elfes.

Ce parcours scénique mène les visiteurs vers des forêts ou châteaux peuplés de créatures mythologiques introduits dans les contes de fées et la fantasy comme des elfes, trolls, fées, licorne, Obéron, etc.

## Anecdotes
- Le conte du Vaillant Petit Tailleur des frères Grimm fut représenté sur une des enseignes de la Game Gallery de 1981 à 2003.
- Un jeu de marelle représentant Le Stoïque Soldat de plomb fut dessiné au sol le 17 septembre 2005. Ce jour, un championnat de marelle eut lieu dans le parc.